# 尚布雷
尚布雷（法語：Chambrey，法語發音：[ʃɑ̃bʁɛ]）是法国摩泽尔省的一个市镇，位于该省南部，属于萨尔堡-萨兰堡区。

## 地理
尚布雷（48°47'13"N, 6°27'34"E）面积14.39 平方千米，位于法国大東部大區摩泽尔省，该省份为法国东北部内陆省份，是洛林的一部分，西南接默尔特-摩泽尔省，东临下莱茵省，北与卢森堡和德国接壤。
与尚布雷接壤的市镇（或旧市镇、城区）包括：大伯藏日、塞耶河畔蒙塞勒、萨兰堡、索尔努瓦地区弗雷斯内、格雷姆塞、佩通库尔、萨洛讷。

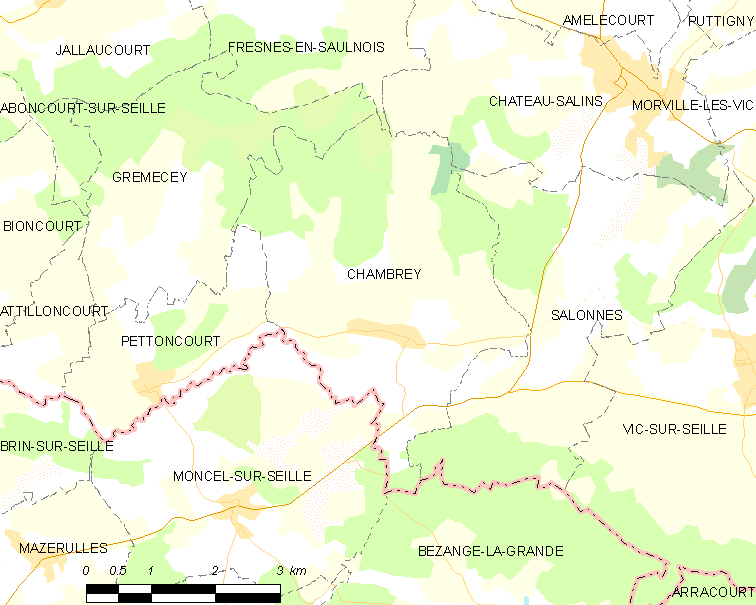
尚布雷的OSM定位图

尚布雷的时区为UTC+01:00、UTC+02:00（夏令时）。

## 行政
尚布雷的邮政编码为57170，INSEE市镇编码为57126。

## 政治
尚布雷所属的省级选区为索努瓦县。

## 人口

1962-2008年间尚布雷人口变化图示

尚布雷于2022年1月1日时的人口数量为317人。